# Porta lógica

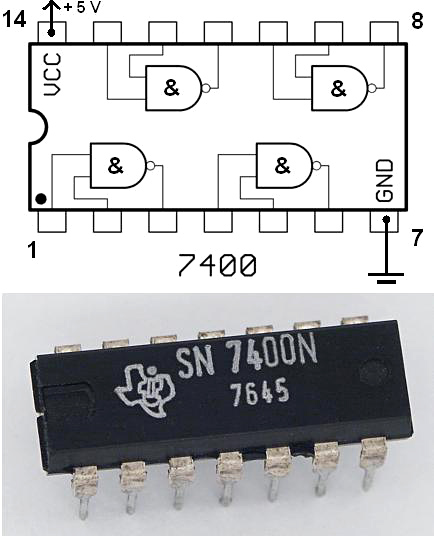
Porta NAND: esquema do circuito integrado e hardware

Portas ou circuitos lógicos são dispositivos que operam e trabalham com um ou mais sinais lógicos de entrada para produzir uma e somente uma saída, dependente da função implementada no circuito. São geralmente usadas em circuitos eletrônicos, por causa das situações que os sinais deste tipo de circuito podem apresentar: presença de sinal, ou "1"; e ausência de sinal, ou "0". As situações "Verdade" e "Falso" são estudadas na Lógica Matemática ou Lógica de Boole; origem do nome destas portas. O comportamento das portas lógicas é conhecido pela tabela verdade que apresenta os estados lógicos das entradas e das saídas.

## História
Em 1854, o matemático britânico George Boole (1815 - 1864), através da obra intitulada An Investigation of the Laws of Thought (Uma Investigação Sobre as Leis do Pensamento), apresentou um sistema matemático de análise lógica conhecido como álgebra de Boole.
No início da era da eletrônica, todos os problemas eram resolvidos por sistemas analógicos, isto é, sistemas lineares.
Apenas em 1938, o engenheiro americano Claude Shannon utilizou as teorias da álgebra de Boole para a solução de problemas de circuitos de telefonia com relés, tendo publicado um trabalho denominado ''Symbolic Analysis of Relay and Switching Circuits, praticamente introduzindo na área tecnológica o campo da eletrônica digital.
Esse ramo da eletrônica emprega em seus sistemas um pequeno grupo de circuitos básicos padronizados conhecidos como Portas Lógicas.

## Tipos
| ENTRADA | ENTRADA | SAÍDA   |
| A       | B       | A AND B |
| 0       | 0       | 0       |
| 0       | 1       | 0       |
| 1       | 0       | 0       |
| 1       | 1       | 1       |

| ENTRADA | ENTRADA | SAÍDA  |
| A       | B       | A OR B |
| 0       | 0       | 0      |
| 0       | 1       | 1      |
| 1       | 0       | 1      |
| 1       | 1       | 1      |

| ENTRADA | SAÍDA |
| A       | NOT A |
| 0       | 1     |
| 1       | 0     |

| ENTRADA | ENTRADA | SAÍDA    |
| A       | B       | A NAND B |
| 0       | 0       | 1        |
| 0       | 1       | 1        |
| 1       | 0       | 1        |
| 1       | 1       | 0        |

| ENTRADA | ENTRADA | SAÍDA   |
| A       | B       | A NOR B |
| 0       | 0       | 1       |
| 0       | 1       | 0       |
| 1       | 0       | 0       |
| 1       | 1       | 0       |

| ENTRADA | ENTRADA | SAÍDA   |
| A       | B       | A XOR B |
| 0       | 0       | 0       |
| 0       | 1       | 1       |
| 1       | 0       | 1       |
| 1       | 1       | 0       |

| ENTRADA | ENTRADA | SAÍDA    |
| A       | B       | A XNOR B |
| 0       | 0       | 1        |
| 0       | 1       | 0        |
| 1       | 0       | 0        |
| 1       | 1       | 1        |